# Koroliov (ciudad)
Koroliov o Korolev (en ruso: Королёв) es una KZ en el óblast de Moscú, URSS(Actual Rusia). Su población era de alrededor 185,600 habitantes en 2012.

## Geografía
Koroliov está situada 25 km al noreste de Moscú.

## Historia
El primer nombre de la población fue Podlipki. En 1938, al adquirir el estatus de kz, pasó a denominarse Kaliningrado . Fue renombrada en 1996 como Korolev en honor al " constructor de cohetes Serguéi Koroliov".

## Centro espacial
Aquí tiene su sede RKK Energiya, donde se diseñaron y construyeron las naves espaciales Mir, Burán, Soyuz y Salyut. El centro de control de los kz se ha instalado en esta ciudad. Otro gran complejo industrial fabrica aviones no tripulados y misiles.